# Adriana Lamar
Amparo Gutiérrez Hernández (9 de mayo de 1909-30 de enero de 1946) mejor reconocida como Adriana Lamar, fue una actriz mexicana de la década de los años 30 y 40, y la primera esposa del director, productor, y actor Ramón Pereda.
Filmó varias películas como La Llorona, que fue su primera película, Sagrario, ambas de 1933 bajo la dirección de Ramón Peón, y luego vendrán otras intervenciones como El vuelo de la muerte de 1934, No matarás de 1935 bajo la dirección de Miguel Contreras Torres al lado de su esposo Ramón Pereda, Malditas sean las mujeres de 1936, Las cuatro milpas de 1937, bajo la dirección de su esposo Ramón Pereda, El muerto murió de 1939 bajo la dirección de Alejandro Galindo, Viviré otra vez de 1940 bajo la dirección de Roberto Rodríguez hermano del director y escritor Ismael Rodríguez quien fue escritor de esa película al lado de David Silva, Joaquín Pardavé, Ramón Armengod, y Miguel Ángel Ferriz, Los olvidados de Dios de 1940 al lado de Pedro Armendáriz, El barbero prodigioso de 1942, al lado de los hermanos Soler Fernando, y Domingo, Jesús de Nazareth de 1942 interpretando a María Magdalena al lado de José Cibrián.
Adriana Lamar enfermó mientras estaba filmando la película Rocambole de 1946, y durante una intervención quirúrgica no sobrevivió. Eso hizo que Ramón Pereda, su esposo, se retirara del cine mexicano durante un tiempo hasta que se casó con la rumbera María Antonieta Pons en 1948.
Se encuentra enterrada en el Panteón Español de la Ciudad de México

## Filmografía como actriz
- Festín de buitres (1949)
- Arsenio Lupin (1947) .... Isabel
- Flor de un día (1947)
- Usted tiene ojos de mujer fatal (1947)
- Bienaventurados los que creen (1946)
- Papá Lebonard (1946)
- Rocambole (1946)
- Espinas de una flor (1945)
- Memorias de una vampiresa (1945)
- Cuando escuches este vals (1944)
- El médico de las locas (1944) .... Paula Balthus
- El pecado de una madre (1944)
- El herrero (1944)
- El jorobado (1943)
- Canto a las Américas (1943)
- Jesús de Nazareth (1942) .... María Magdalena
- El barbero prodigioso (1942)
- Viviré otra vez (1940)
- Los olvidados de Dios (1940)
- Una luz en mi camino (1939)
- El muerto murió (1939) .... Carmen del Puente
- México lindo (1938)
- Las cuatro milpas (1937)
- ¡Esos hombres! (1937)
- Mujeres de hoy (1936)
- Irma la mala (1936)
- Malditas sean las mujeres (1936)
- El crimen de media noche (1936) .... Diana Sullivan
- No matarás (1935)
- Chucho el Roto (1934)
- El vuelo de la muerte (1934) .... Adriana
- Tiburón (1933)
- Sagrario (1933) .... Elena Rivero
- La Llorona (1933) .... Ana Xicontencatl

- Datos: Q5658348